# کیدکرو
کیدکرو (انگلیسی: Kid Krow) اولین آلبوم استودیویی خواننده و ترانه‌سرای آمریکایی کنن گری است که در ۲۰ مارس ۲۰۲۰ از طریق ریپابلیک رکوردز منتشر شد. این آلبوم دربارهٔ بلوغ است که از عناصری مانند تجربیات خشن دوران کودکی او از فقر، سوء استفاده و تبعیض الهام گرفته شده‌است. این آلبوم به‌وسیلهٔ تک‌آهنگ‌های «کیش و مات»، «جمعیت آسایش»، «دیوانه»، «داستان»، «کاش هوشیار بودی» و «هدر» پشتیبانی شد.
کیدکرو نقدهای مثبتی از منتقدان موسیقی برای تولید، ترانه‌سرایی و اجرای آواز گری دریافت کرد. از نظر تجاری، این آلبوم در رتبه پنجم بیلبورد ۲۰۰ قرار گرفت و به صدر جدول آلبوم‌های پاپ ایالات متحده رسید. همچنین در رتبه دوم جدول فروش آلبوم‌های تاپ آمریکا قرار گرفت. زمانی که آهنگ «هدر» پس از به دست آوردن محبوبیت در پلتفرم آنلاین تیک‌تاک به محبوبیت زیادی رسید، فروش کیدکرو افزایش یافت و دوباره وارد جدول‌های فروش چندین کشور شد.